# The Detroiters
The Detroiters war ein US-amerikanisches Vokalensemble der Gospelmusik, das seine größten Erfolge Ende der 1940er-Jahre hatte.

## Bandgeschichte
The Detroiters wurden von dem aus Denison, Texas stammenden Sänger Oliver Green geleitet, der seine Karriere während der Depressionszeit als Mitglied des Vokalensembles Southern Wonders begann. Nach seinem Umzug nach Detroit im Jahr 1938 gründete er die Evangelist Singers of Detroit. Das Quartett betrieb eine eigene lokale Radiostation und erlangte landesweite Aufmerksamkeit durch Tourneen mit Sister Rosetta Tharpe. In die Hitparaden kamen sie mit dem Song „Tell Me Why You Like Roosevelt“, den ihr Manager Otis Jackson geschrieben hatte. Nach Abschluss eines Vertrags mit dem Detroiter Radiosender WGC änderte man auf Betreiben von Horace Heidt den Bandnamen in The Detroiters, um mit einer eher säkularen Ausrichtung und Aufnahme von Pop- und Folkmaterial noch erfolgreicher zu sein. In dieser Zeit gehörten dem Ensemble neben Green die Sänger Leroy Barnes (Leadgesang), Dempsey Harrison (Tenor), Bill Johnson (Bariton) und Robert Thomas (Bass) an, ergänzt um den Pianisten Nathaniel Howard. 1949 entstanden Aufnahmen für das lokale Label Staff („Seek and You Shall Find“); 1951 nahmen die Detroiters die erste von drei Singles für das Label Specialty Records auf, „Let Jesus Lead You“ (#809); bei derselben Session entstanden noch die Lieder „I Trust in Jesus“ und „Ride On King Jesus“ als Medley. bei der zweiten Specialty-Session 1952 nahm man noch „Old Time Religion“ auf, doch danach folgten keine weiteren Aufnahmen. Weiteres Material, das zunächst unveröffentlicht blieb, waren u. a. die Songs „Mother, Don't Cry About Your Son“, „Seek and Ye Shall Find“ und „Mother On the Train“. Nach dem Ausscheiden Barnes’ tourten die Detroiters noch bis Anfang der 1960er-Jahre in der Region.
Oliver Greens Detroiters gelten als das erste Gospelensemble, das statt des traditionell unbegleiteten Gesangs instrumentale Begleitung einführte.
Das Gospelensemble ist nicht mit dem gleichnamigen Jazz- und Tanzorchester der 1920er-Jahre zu verwechseln, das u. a. als Begleitband des Sängers Scrappy Lambert fungierte.